# Rógvolod Vseslávich
Rógvolod Vseslávich, nombre de bautizo Borís, fue príncipe de Drutsk y Pólatsk. Era hijo de Vseslav de Pólatsk, gran príncipe de la Rus de Kiev. Rógvolod probablemente fue llamado así en honor a su ancestro Rógvolod.
Algunos historiadores, incluido Mijaíl Pogodin, creen que Rógvolod y Borís son dos príncipes diferentes. No está claro, tampoco, si Rógvolod era o no el hermano mayor de David y Gleb. Sin embargo, si se le fue dado el Principado de Drutsk, esto es probablemente debido a la línea de sucesión, en la cual probablemente era el segundo en la línea.
Es también posible que fuera el príncipe de Pólatsk después de la muerte de su padre, pero esta consideración puede estar en contradicción con otro hecho, apoyado por algunos cronistas eslavos, que nombran a David Vseslávich como el líder de las fuerzas armadas de Pólatsk y posiblemente el sucesor principal del trono de Pólatsk. De acuerdo con Vasili Tatíschev, Rógvolod fundó la ciudad de Borísov en 1102, de ahí la principal especulación que también se llamara Borís. En 1106, probablemente participó en la campaña del principado de Pólatsk contra los semigalianos, la cual terminó en derrota. En 1120, Rógvolod fundó una residencia principesca cerca de Pólatsk en Belchitsi.